# Râul Putreda, Bistrița
Râul Putreda este un curs de apă, afluent al râului Bistrița Aurie. 